# Chichibu-jinja

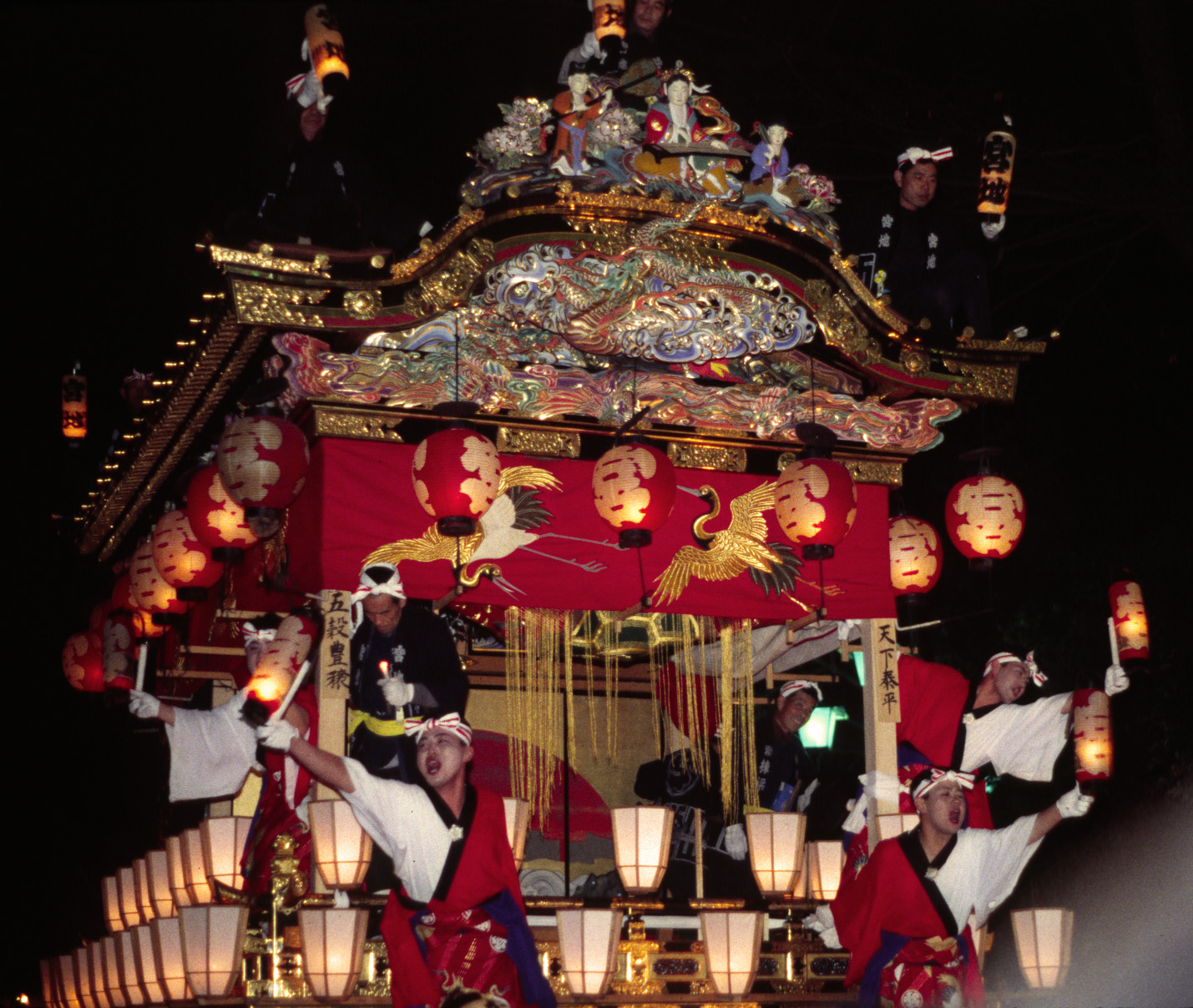
Ce char fait partie du festival nocturne de Chichibu.

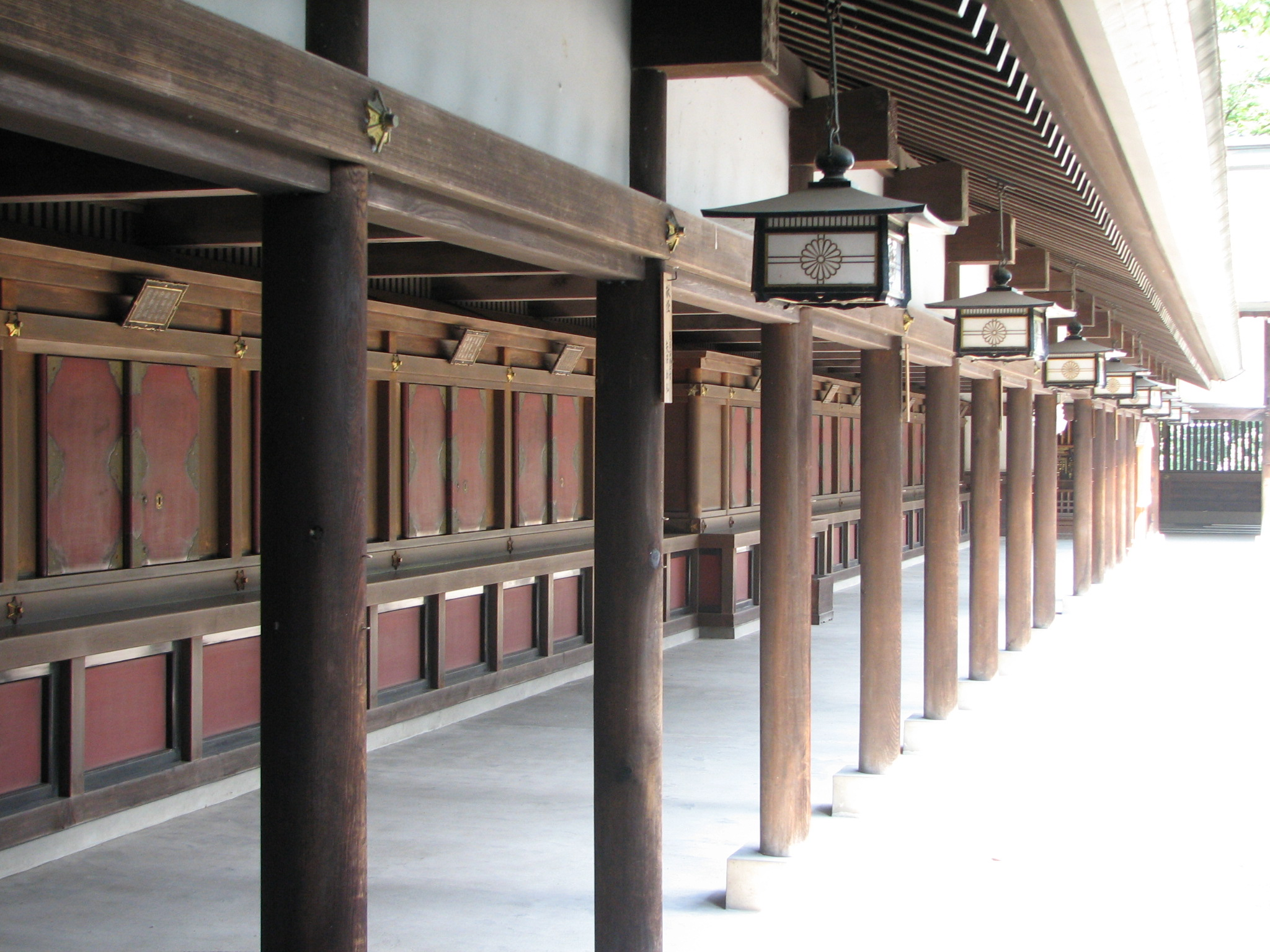
Le Tenjin-chigisha se trouve dans l'enceinte du sanctuaire Chichibu.

Le Chichibu-jinja (秩父神社) est un ancien sanctuaire shinto de la ville de Chichibu, préfecture de Saitama au Japon. Le sanctuaire est dédié à Yagokoro-omoikane-no-mikoto, Chichibuhiko-no-mikoto et Ame-no-minaka-nushi-no-kami et le prince Yasuhito Chichibu y est vénéré.
Selon le Sendai Kuji Hongi (Kujiki), Chichibuhiko-no-mikoto, descendant à la 10e génération de Kuni no miyatsuko de la province de Chichibu, fonde le sanctuaire lors de la dixième année du règne de l'empereur Sujin afin de vénérer Yagokoro-omoikane-no-mikoto.
Durant l'époque de Kamakura, le sanctuaire fusionne avec un temple voisin et l'ensemble est connu sous le nom de « Myōken-gū » jusqu'à la séparation du shinto et du bouddhisme (shinbutsu bunri). 
Au cours de l'ère Meiji il prend le nom de « sanctuaire Chichibu », avec les caractères 知 知 夫 神社 figurant sur la tablette du torii. Dans le système moderne de classement des sanctuaires shinto, le Chichibu est répertorié parmi les sanctuaires d'importance nationale de troisième classe ou kokuhei shōsha (国幣小社).
Le sanctuaire abrite un certain nombre d'événements. Le matsuri (festival) du riz de plantation a lieu tous les ans le 4 avril. Le festival Kawase du milieu de l'été est célébré les 19 et 20 juillet. Le matsuri Banba-machi du sanctuaire Suwa n'est pas annuel, mais occasionnel. Il ressemble au festival Onbashira du Suwa-taisha.
Le festival annuel nocturne du Chichibu-jinja (秩父夜祭, chichibu yo matsuri) attire les plus grandes foules. Célébré en décembre, il s'étend sur les six premiers jours du mois. Le défilé de chars fait partie du patrimoine culturel national,. 
La danse sacrée du sanctuaire (kagura) est reconnue bien culturel important. Il en va de même pour son festival de musique, ses chars, les bâtiments et autres biens.
L'enceinte du Chichibu-jinja comprend un certain nombre de sanctuaires secondaires dont un tenman-gū, un tōshō-gū et un sanctuaire Suwa. 